# Nukus
Nukus (in caracalpaco No‘kis/Нөкис) è una città di circa 312 100 abitanti dell'Uzbekistan, capitale della repubblica autonoma del Karakalpakstan.

## Storia
Nukus è una città che si è sviluppata durante il periodo sovietico (nel 1932 c'era solo un piccolo insediamento), lo stile della città è infatti tipicamente sovietico con ampi viali e una pianta regolare; l'isolamento della città convinse i sovietici a farne la sede dell'Istituto di Ricerca chimica dell'Armata Rossa.

## Ecologia
Nukus e tutta la repubblica del Karakalpakstan subiscono le conseguenze del disastro ecologico del lago d'Aral.
Il prosciugamento del lago ha scoperto un fondale composto da sale e pesticidi che venti e tempeste hanno trasportato in tutta la regione trasformando l'area in una zona malsana, incolta e ad elevata incidenza di neoplasie e malformazioni.

## Economia

### Turismo
Nukus ospita il Museo d'arte del Karakalpakstan ed il Museo di stato.
Il Museo d'arte ospita una straordinaria collezione di arte moderna russa e uzbeka prevalentemente relativa al periodo 1918-1935, di qualità impensabile in un posto tanto isolato, dovuta alla straordinaria opera di Igor Savitsky. È proprio l'isolamento di Nukus ad avere permesso alla collezione di sopravvivere lontano dagli occhi della censura sovietica.
Il museo di stato ospita una collezione di suppellettili rinvenuti in ricerche archeologiche, gioielli tradizionali, costumi e strumenti musicali. Inoltre ospita un'esposizione di flora e fauna tipica dell'area del lago Aral in pericolo di estinzione o estinta.